# Baudouin Franck
Baudouin Charles M.P.Gh. (Boudewijn) Franck (Ukkel, 9 mei 1946) is een Belgisch magistraat en voormalig politicus voor de CVP. 

## Levensloop
Baudouin Franck werd beroepshalve advocaat en was voor de CVP van 1977 tot 1988 gemeenteraadslid en schepen van Wommelgem.
Van 9 oktober 1984 tot 12 oktober 1985 was hij in opvolging van Karel Blanckaert ook lid Kamer van volksvertegenwoordigers voor het arrondissement Antwerpen. In dezelfde periode had hij als gevolg van het toen bestaande dubbelmandaat ook zitting in de Vlaamse Raad, de voorloper van het huidige Vlaams Parlement.  
Na zijn politieke loopbaan werd hij magistraat en ondervoorzitter bij de rechtbank van Antwerpen. Tevens werd hij op 31 december 1999 aangesteld als plaatsvervangend lid van het Nederlandstalig college van de Hoge Raad voor de Justitie.